# 北郷義久
北郷 義久（ほんごう よしひさ）は、南北朝時代から室町時代前期の日向の武将。北郷氏2代当主。初代当主北郷資忠の嫡男。別名は誼久(よしひさ）。本姓は島津であり、島津誼久とも称す。

## 略歴
天授元年/永和元年（1375年）、神代の時代の神武天皇の宮居の跡という伝説が残る南郷都島（現在の宮崎県都城市都島町）に都之城を築き北郷氏の本拠地とした。後世、この城の名が都城という一帯の地名となった。
同年、北朝方の室町幕府の九州探題今川了俊は、九州三人衆とよばれていた豊後守護大友親世、筑前守護少弐冬資、大隅守護島津氏久を召喚した際、冬資を暗殺した（水島の変）。これに憤った氏久は了俊の下を去って本国へ戻り、南朝に与した。了俊は島津氏の薩摩及び大隅守護職を罷免し、自らが2国の守護職を兼任した。
天授3年/永和3年（1377年）、了俊は島津氏を討伐するため五男の満範を日向に派遣し島津氏の支族である北郷氏の都之城を攻めた。南九州の国人である市来氏、渋谷氏、牛屎氏、菱刈氏、禰寝氏、肝付氏、伊東氏、土持氏、北原氏、野辺氏、相良氏などの諸氏は満範に従った（南九州国人一揆）。義久は弟の樺山音久らと共に都之城を固守、天授5年/永和5年（1379年）に再度満範に攻め込まれ、氏久は北郷氏を救援するため出陣し今川軍と激しく闘った。義久の弟基忠と忠宣は討死し義久自身も重傷を負った。島津方の損害も大きかったが今川方の損害も大きく、満範は都之城を落とすことは出来ず敗退した（蓑原の合戦）。
明徳3年/元中9年（1392年）の南北朝合一後も島津方と今川方の争いは続き、応永元年（1394年）の梶山城の戦いでは、義久の三男で北郷氏3代当主である久秀及び四男の忠通が討死している。両者の争いは、応永2年（1395年）、了俊が上京し九州探題を罷免されたことによりようやく終結した。応永8年（1401年）には島津元久と共に島津荘神柱神社の社殿を修復した。
年代は不明だが、6月2日に都城で67歳で没したとされる。